# Negaposi Angler
Negaposi Angler (ネガポジアングラー Negapoji Angurā?), conocida como Negative Positive Angler, es una serie de televisión de anime original producida por NUT.

## Sinopsis
La serie sigue a Tsunehiro Sasaki, un estudiante universitario al que recientemente le diagnosticaron una enfermedad terminal y le dieron dos años de vida. Después de caer accidentalmente al mar, entabla amistad con su salvadora Hana Ayukawa. Junto con su amigo Takaaki Tsutsujimori, desarrolla un interés por la pesca.

## Personajes
Tsunehiro Sasaki (佐々木 常宏 Sasaki Tsunehiro?)
 Seiyū: Mutsuki Iwanaka
Hana Ayukawa (鮎川 ハナ Ayukawa Hana?)
 Seiyū: Fairouz Ai
Takaaki Tsutsujimori (躑躅森 貴明 Tsutsujimori Takaaki?)
 Seiyū: Kaito Ishikawa
Kozue Nishimori (西森 こずえ Nishimori Kozue?)
 Seiyū: Rio Tsuchiya
Machida (町田?)
 Seiyū: Hiroshi Tsuchida
Fujishiro (藤代?)
 Seiyū: Masashi Sugawara
Ice (アイス Aisu?)
 Seiyū: Haruka Tomatsu
Alua (アルア Arua?)
 Seiyū: Yūya Hirose

## Producción y lanzamiento
Negaposi Angler fue animada por NUT. Está dirigida por Yutaka Uemura, escrita por Tomohiro Suzuki y con diseños de personajes de Hiromi Taniguchi. La música está compuesta por Tomoki Kikuya. La serie se emitió del 3 de octubre al 19 de diciembre de 2024, en AT-X y otras cadenas. El tema de apertura es "Ito"  interpretado por Van de Shop, mientras que el tema de cierre es "Shōnin Yokkyū" interpretado por 96Neko. Crunchyroll obtuvo la licencia de la serie fuera de Asia.